# 道格拉斯縣 (科羅拉多州)
道格拉斯縣（英語：Douglas County）是美国科羅拉多州中部的一個縣，是該州最早的十七個縣之一，面積2,183平方公里。根據2020年美國人口普查，共有人口35萬7,978人。縣治城堡石（Castle Rock）。該縣成立於1861年11月1日，以紀念第十六任美国总统阿伯拉罕·林肯在1860年的競選對手之一、民主黨的史蒂芬·阿諾·道格拉斯。